# نیال مک‌گین
نیال مک‌گین (انگلیسی: Niall McGinn؛ زادهٔ ۲۰ ژوئیهٔ ۱۹۸۷) یک بازیکن فوتبال اهل بریتانیا است.
از باشگاه‌هایی که در آن بازی کرده‌است می‌توان به باشگاه فوتبال سلتیک، برنتفورد و آبردین اشاره کرد.